# Malurus pulcherrimus
Malurus pulcherrimus là một loài chim trong họ Maluridae.
Đây là loài bản địa Úc. Chúng kiếm ăn mặt đất chủ yếu, bắt các con bọ cánh cứng, ấu trùng, kiến, mọt ruồi, ong bắp cày và động vật không xương sống nhỏ khác.